# Isolobodon portoricensis
La hutia di Porto Rico  (Isolobodon portoricensis Allen, 1916) è un mammifero della famiglia dei Capromidi.

## Descrizione
È un roditore di grandi dimensioni, simile ad un porcellino d'India. Il peso è circa 1,5 kg. Il corpo è robusto e il capo largo, con occhi e orecchie abbastanza piccoli. Il colore del mantello è grigio o marrone.

## Distribuzione e habitat
La specie era diffusa nella Repubblica Dominicana, Haiti, Porto Rico e Isole Vergini, ma oggi potrebbe essere già estinta.

## Biologia
L'ecologia della specie non è nota. Si pensa, per analogia con specie affini, che abbia (o abbia avuto) abitudini notturne e almeno parzialmente arboricole e che la sua dieta includa vegetali e piccoli animali.

## Status e conservazione
La Zoological Society of London, in base a criteri di unicità evolutiva e di esiguità della popolazione, considera Isolobodon portoricensis una delle 100 specie di mammiferi a maggiore rischio di estinzione, ma in realtà potrebbe essere già estinta.